# Euphyia squalida
Euphyia squalida là một loài bướm đêm trong họ Geometridae.